# 忠诚镇
忠诚镇，是中华人民共和国贵州省黔东南苗族侗族自治州榕江县下辖的一个乡镇级行政单位。

## 行政区划
忠诚镇下辖以下地区：
忠诚镇社区、忠诚村、王岭村、安乐村、宰章村、乐乡村、那腊村、苗本村、干烈村、盘踅村、定弄村、高扒村、高王村、正乐村、怎丢村、锡庆村、俾帮村、扣麻村、那龙村、高文村和俾堵村。